# Prorok 56
Prorok 56 – album studyjny polskiego rapera Dudka P56. Wydawnictwo ukazało się 22 marca 2014 roku nakładem wytwórni muzycznej Proper Records.
Album dotarł do 10. miejsca zestawienia OLiS.

## Lista utworów
Opracowano na podstawie materiału źródłowego.
1. "Intro" (produkcja: Czaha) - 0:53
2. "Pierwszy wers" (produkcja: Czaha, gościnnie: Magda) - 2:18
3. "Prorok" (produkcja: NWS) - 3:28
4. "W poszukiwaniu szczęścia" (produkcja: Czaha, gościnnie: Mephisto) - 4:06
5. "Czas ucieka" (produkcja: Czaha, gościnnie: Magda) -2:36
6. "Kim chcesz być" (produkcja: Czaha) - 3:16
7. "Nie przez przypadek" (produkcja: Czaha) - 3:06
8. "Jak to jest" (produkcja: Czaha) - 2:28
9. "Lepiej odłóż na papugę" (produkcja: Czaha, gościnnie: Nizioł Szajka, Syndykat) - 2:24
10. "Najwyższa forma" (produkcja: Czaha) - 5:35
11. "Każdy" (produkcja: Czaha, gościnnie: Warunia MS) -2:43
12. "Jest jaki jest" (produkcja: Czaha) - 4:11
13. "Całe serce tej muzyce" (produkcja: Czaha, gościnnie: Konflikt) -3:48
14. "Pasja" (produkcja: Czaha) - 3:11
15. "Chciałbym" (produkcja: Czaha) - 2:53
16. "To wysiłek" (produkcja: Czaha) - 3:33
17. "Że to ja" (produkcja: Czaha) - 2:59
18. "Nigdy" (produkcja: Czaha, gościnnie: Kłyza MS, Żary JLB) - 3:55
19. "Miało być w kolorze" (produkcja: Czaha) - 4:12
20. "Nie na niby" (produkcja: Czaha, gościnnie: Kłyza MS, Nizioł Szajka, Syndykat) - 1:59
21. "Na twoim kwadracie" (produkcja: Czaha) - 3:54
22. "Kocham" (produkcja: Czaha, gościnnie: Bosski Roman, End (25), Kłyza MS) - 4:51
23. "Kiedy skończy się czas" (produkcja: Czaha) - 2:56